# Saint-Germain-des-Champs
Saint-Germain-des-Champs è un comune francese di 395 abitanti situato nel dipartimento della Yonne nella regione della Borgogna-Franca Contea.

## Società

### Evoluzione demografica
Abitanti censiti